# اتحاد التعلم العالمي
اتحاد IMS العالمي للتعلم (بالإنجليزية: IMS Global Learning Consortium) هو منظمة غير ربحية دولية تُعنى بوضع وتطوير معايير مفتوحة لتعزيز التوافق البيني بين أنظمة التعليم الإلكتروني، وتيسير مشاركة الموارد التعليمية عبر منصات التعليم المختلفة حول العالم.

## الأنشطة الرئيسية
تتمثل الأنشطة الأساسية لاتحاد IMS في ما يلي::
تطوير مجتمعي وتعاوني لمعايير التوافق البيني بين الأنظمة التعليمية، من خلال إشراك المؤسسات والجهات التعليمية ذات العلاقة؛
تطوير وتحسين معايير التعليم والتقنيات التعليمية، مثل حزمة المحتوى وQTI، وغيرها؛
إنشاء مستودعات وتوثيق أفضل الممارسات بناءً على التجارب العملية؛
تعزيز التفاعل والعمل التشاركي بين مجتمعات التعليم الإلكتروني والمكتبات، بهدف بناء خدمات مشتركة يعتمد عليها المعلمون، والطلاب، والمكتبيون، والمصممون التعليميون، والمؤلفون، وغيرهم. وقد نشر الاتحاد وثيقة بيضاء في عام 2024 حول هذا الموضوع.

## مجالات الاهتمام
من أبرز الموضوعات التي يركّز عليها اتحاد IMS: 
التعلم الرقمي، بما في ذلك الكتب الإلكترونية والتعلم الرقمي (مثل MOOCs وغيرها)؛
إدارة المنظمة التعليمية والبيئات الافتراضية للتعلم؛
صناعة تقنيات التعليم ودمج الإنترنت في العمليات التعليمية؛
تطبيقات نتائج التعلم؛
معايير السيرة الذاتية وePortfolio؛
أفضل الممارسات في التعليم الإلكتروني؛
تقنيات التعلم الفعّال؛
التقييم وتحليل الأداء التعليمي، بما في ذلك تقييم المؤسسات التعليمية؛
تكامل المكتبات مع منصات التعليم الإلكتروني؛
تقنيات دعم التعلم؛
دعم إمكانية الوصول، مثل أنظمة المصادقة وتفويض الوصول إلى الموارد المشتركة من قبل المكتبات والمؤسسات التعليمية.
يشير الاتحاد في وثيقته لعام 2024 إلى أن "على مجتمع أنظمة إدارة التعلم، لا سيما في مؤسسات التعليم العالي، أن يتبع نفس النهج". كما يعمل الاتحاد أيضًا على دعم المصادر المفتوحة (رخص المشاع الإبداعي)، والتوافق البيني، وإدارة حقوق النشر والاستثناءات عند استخدام المحتوى لأغراض تعليمية.

### مقالات ذات صلة
تعليم
تعليم إلكتروني
تدريب مهني
تعلم
عمل تعاوني

## وصلات خارجية
فتح التعليم الإلكتروني – Inside Higher Ed، أكتوبر 2006
أحدث أنشطة اتحاد IMS العالمي للتعلم
مجموعة عمل IMS Common Cartridge
الأسئلة المتكررة حول Common Cartridge
مواصفة Common Cartridge
خارطة طريق Common Cartridge – MERLOT، 2007
فيديو حول Common Cartridge – مشروع ساكاي
لماذا يجب أن تطالب نقابات المعلمين بدعم معيار IMS Common Cartridge؟ – مايكل فيلدستاين، e-Literate
الموقع الرسمي لاتحاد IMS العالمي
عرض تقديمي حول خارطة طريق IMS Common Cartridge
مواصفة التوافق في الأسئلة والاختبارات IMS QTI (قائمة بريدية)
- - مجموعة عمل IMS لإمكانية الوصول
  - مجموعة عمل توافق أدوات التعلم IMS
  - مجموعة عمل اكتشاف وتبادل الكائنات التعليمية IMS LODE
  - مجموعة خدمات معلومات التعلم IMS LIS